# Marie de Bourbon-Montpensier
Pour les articles homonymes, voir Marie de Bourbon et La Princesse de Montpensier.
Ne doit pas être confondu avec La Princesse de Montpensier (nouvelle de Madame de Lafayette) ou La Princesse de Montpensier (film de 2010).
Marie de Bourbon, duchesse de Montpensier, princesse souveraine de Dombes, née le 15 octobre 1605 et morte le 4 juin 1627, était une princesse du sang, fille de Henri de Bourbon, duc de Montpensier et Henriette-Catherine de Joyeuse.
Membre de la seconde maison de Bourbon-Montpensier, Marie est une éphémère « Madame », duchesse d’Orléans par son mariage avec « Monsieur » Gaston de France, frère du roi, en 1626. Elle est aussi la mère de la « Grande Mademoiselle », la plus riche héritière d'Europe.

## Biographie

### Enfance
Marie de Montpensier naît au château de Gaillon (aujourd’hui situé dans le département de l’Eure), dans la province de Normandie, le 15 octobre 1605.
La princesse Marie de Montpensier est la fille unique d’Henri de Montpensier (1573-1608), duc de Montpensier et dauphin d’Auvergne et d’Henriette-Catherine de Joyeuse (1585-1656), duchesse de Joyeuse et princesse de Joinville. Par son père, qui appartient à la seconde maison de Montpensier (branche cadette de la maison de Bourbon-Vendôme), Marie a pour ancêtre Jean VIII de Bourbon-Vendôme. Jean est l’ancêtre qu’elle partage avec le roi Henri IV, ce qui la rend princesse du sang — comme tous les autres membres aînés de la maison de Bourbon depuis l’accession au trône de France de la famille, en 1589. Son père est le prince le plus possessionné du royaume.
Du côté maternel, Marie appartient à la maison de Joyeuse, famille ducale depuis 1581, date à laquelle Anne de Joyeuse, mignon d’Henri III passe de vicomte à duc de Joyeuse. Par sa proximité avec le trône de France et dans un contexte de guerres de religion, la famille est l’une des familles les plus influentes et puissantes de France.
Connue avant son mariage en tant que « Mademoiselle de Montpensier », Marie était l’enfant unique du duc et de la duchesse de Montpensier. À l’âge de deux ans, durant la régence de Marie de Médicis, la princesse est fiancée au second fils d’Henri IV, le duc d’Orléans, celui que certains historiens appellent Nicolas-Henri de France, mais l’alliance n’est pas conclue puisque ce dernier meurt en 1611 à l’âge de quatre ans. Elle est presque aussitôt fiancée à un autre duc d’Orléans, frère du précédent, Gaston de France (1608-1660), héritier présomptif du trône de France.
À la mort de son père Henri, en 1608, Marie devient suo jure duchesse de Montpensier, un des duchés les plus anciens de France ; ancien comté qui avait été élevé en duché-pairie en 1539. Marie descendant d’ailleurs en voie directe et masculine de Saint Louis, mais aussi des Valois, comme le roi Jean II de France.

### Conspiration de Chalais

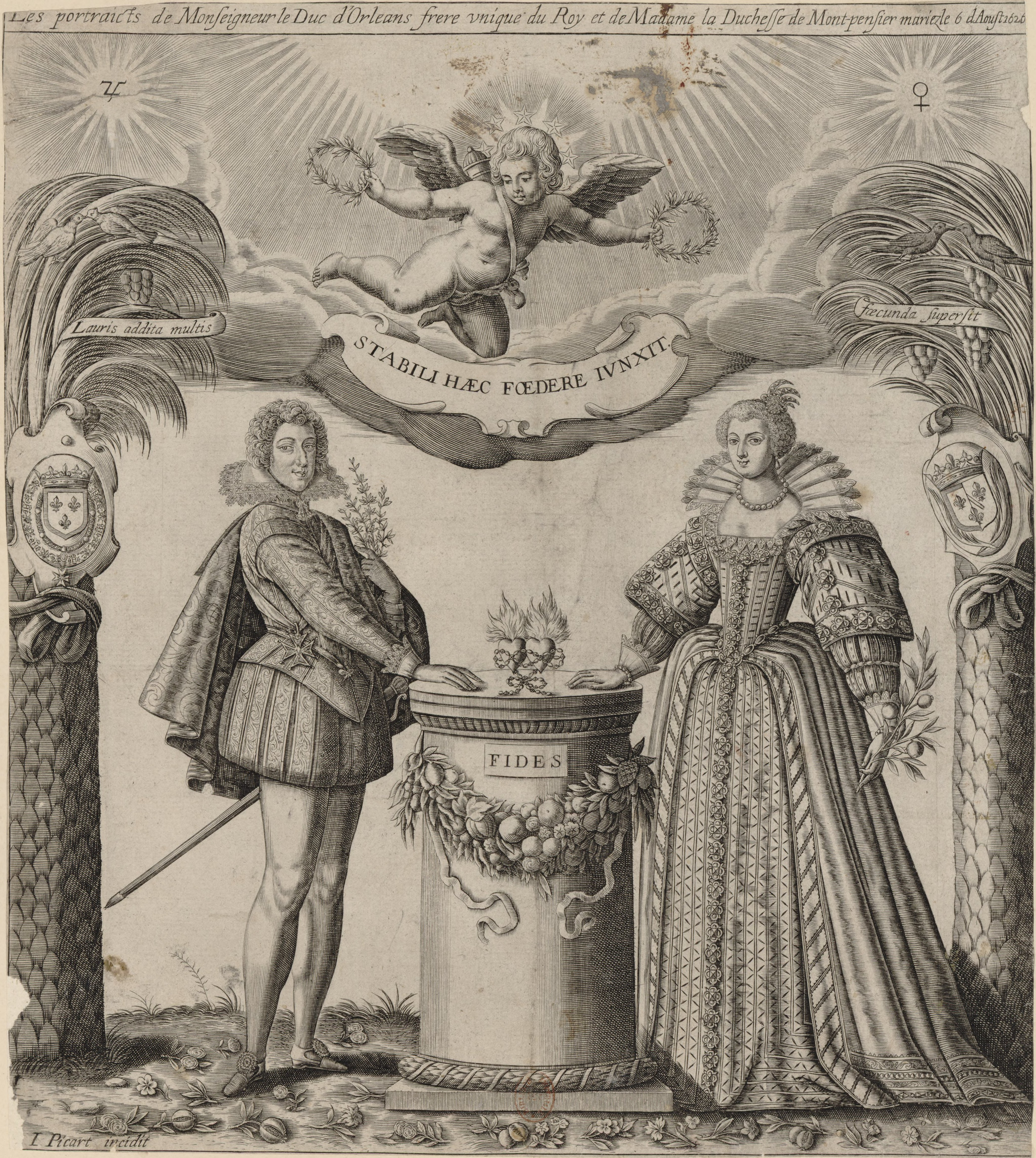
Les portraits de Monseigneur le duc d’Orléans, frère unique du Roi, et de Madame la duchesse de Montpensier, mariés le 6 d’août 1626 (estampe).

Héritière d’une fortune et d’une maison séculaires, le mariage de Marie devient un problème majeur pour la Couronne. Sous l’impulsion du cardinal de Richelieu, le roi Louis XIII a décidé d'acter les fiançailles précédentes, et souhaite donc marier Gaston et Marie. Louis XIII, marié depuis 10 ans, n'a pas encore d'enfant, Gaston est l'héritier présomptif de la couronne, et son mariage - et la descendance qui en découlerait - pourrait bien affermir son statut d'héritier du trône. Toutefois, Gaston, soutenu par la reine Anne d'Autriche, qui souffre de la stérilité de son couple, et une bonne partie de la Cour, refuse ce mariage.
Dès lors, une conspiration, celle « de Chalais » émerge à la suite de ce projet. Il s’agissait en réalité d’une opposition entre les princes féodaux, partisans de Gaston d’Orléans, d’un côté et, d’un autre, de Louis XIII et de son principal ministre Richelieu, qui lançaient les premières réformes centralisatrices en France.

### Mariage et décès

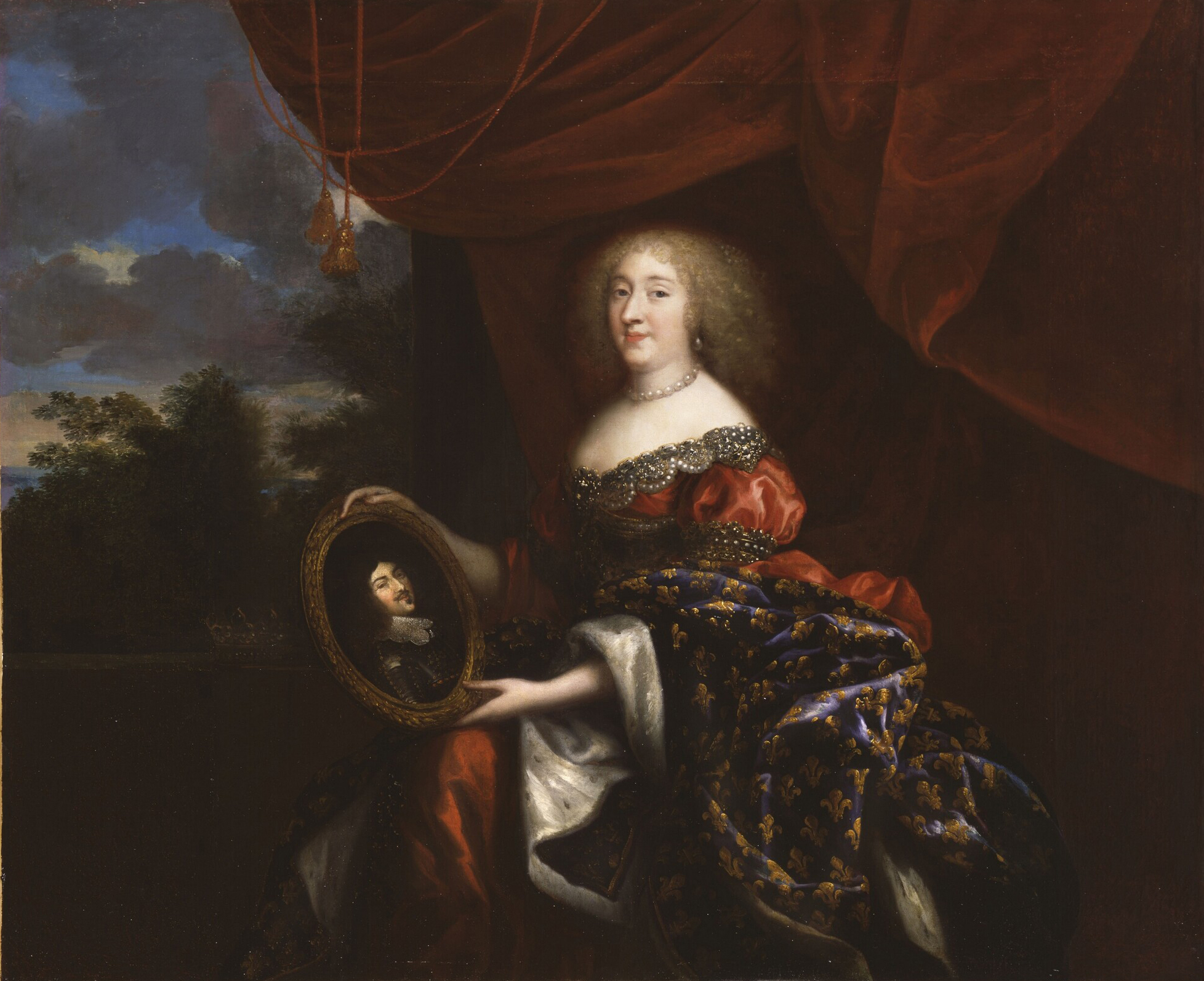
Anne-Marie-Louise, fille de Marie de Montpensier.

À la suite de la conspiration, qui échoue, Gaston de France finit par se marier à la duchesse le 6 août 1626, à Nantes. En présence de la reine consort Anne d’Autriche, du roi et de la reine-mère Marie de Médicis, le mariage est considéré comme « le plus triste mariage jamais vu » par des membres de la famille du marié.
Très vite la duchesse d'Orléans est enceinte. Elle sait que son enfant, s'il est un garçon, sera l'héritier putatif du trône. Elle n'a aucun scrupule à afficher sa grossesse en présence de sa belle-sœur, la reine Anne. "Madame" accouche le 29 mai 1627, mais l'enfant est une fille. Anne-Marie-Louise est la seule enfant du couple, puisque Marie meurt six jours après la naissance de cette dernière des suites des couches, à l’âge de vingt-et-un ans, le 4 juin 1627 au palais du Louvre. Marie de Montpensier est enterrée à la nécropole royale de Saint-Denis, au nord de Paris.
La fille unique du couple, Anne-Marie-Louise d'Orléans, ayant hérité de la fortune de sa mère immédiatement après sa mort, devient par la suite une des personnes les plus riches du royaume et est considérée, à la mort de son père, comme la plus riche femme d'Europe. À la mort de cette dernière, en 1693, l’ensemble de la fortune est transmise après avoir été réintroduite au domaine royal à Philippe Ier (1640-1701), duc d’Orléans, frère cadet de Louis XIV.

## Titres et honneurs
- 13 octobre 1605 — 27 février 1608 : Mademoiselle de Montpensier
- 27 février 1608 — 6 août 1626 : Mademoiselle de Montpensier ou la duchesse de Montpensier
- 6 août 1626 — 4 juin 1627 : Madame ou Son Altesse royale la duchesse d’Orléans[4]

## Source
- (en) Cet article est partiellement ou en totalité issu de l’article de Wikipédia en anglais intitulé « Marie de Bourbon, Duchess of Montpensier » (voir la liste des auteurs).